# BMW Serie 7
El BMW Serie 7 es un automóvil de turismo de lujo del segmento F producido por el fabricante de automóviles alemán BMW desde 1977. Es un sedán de cuatro puertas con motor delantero longitudinal que comenzó montando motores de gasolina y tracción trasera, pero que ahora puede ser también diésel o híbrido y montar tracción total.

## E23 (1977-1987)

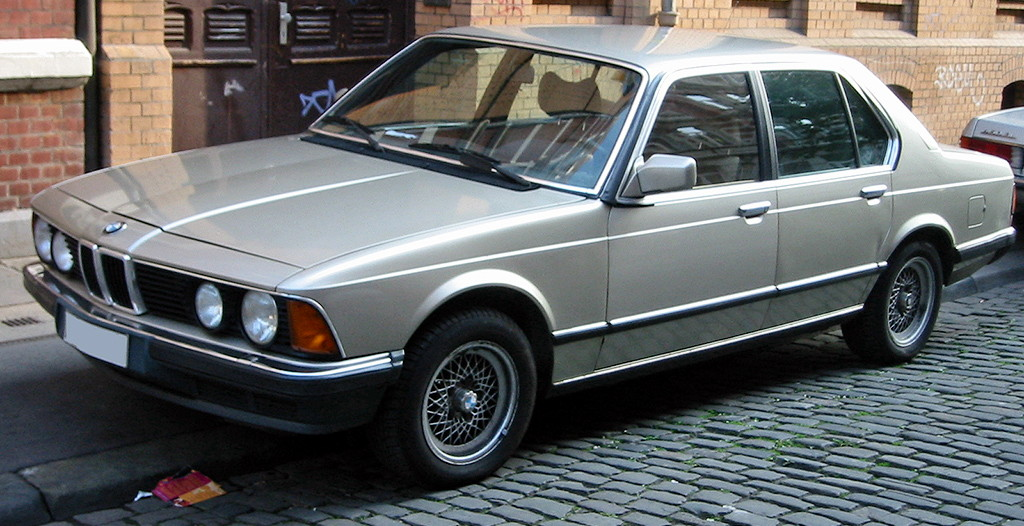
BMW E23.

Todos los modelos E23 de la Serie 7 montaron un motor de seis cilindros en línea, al principio con carburador y al final con inyección indirecta electrónica.
El Serie 7 E23 fue el primer BMW que montó ordenador de a bordo, indicador de intervalos de mantenimiento, "check control" (que avisaba prematuramente al conductor de posibles averías), climatizador, ABS y airbag.

## E32 (1987–1995)

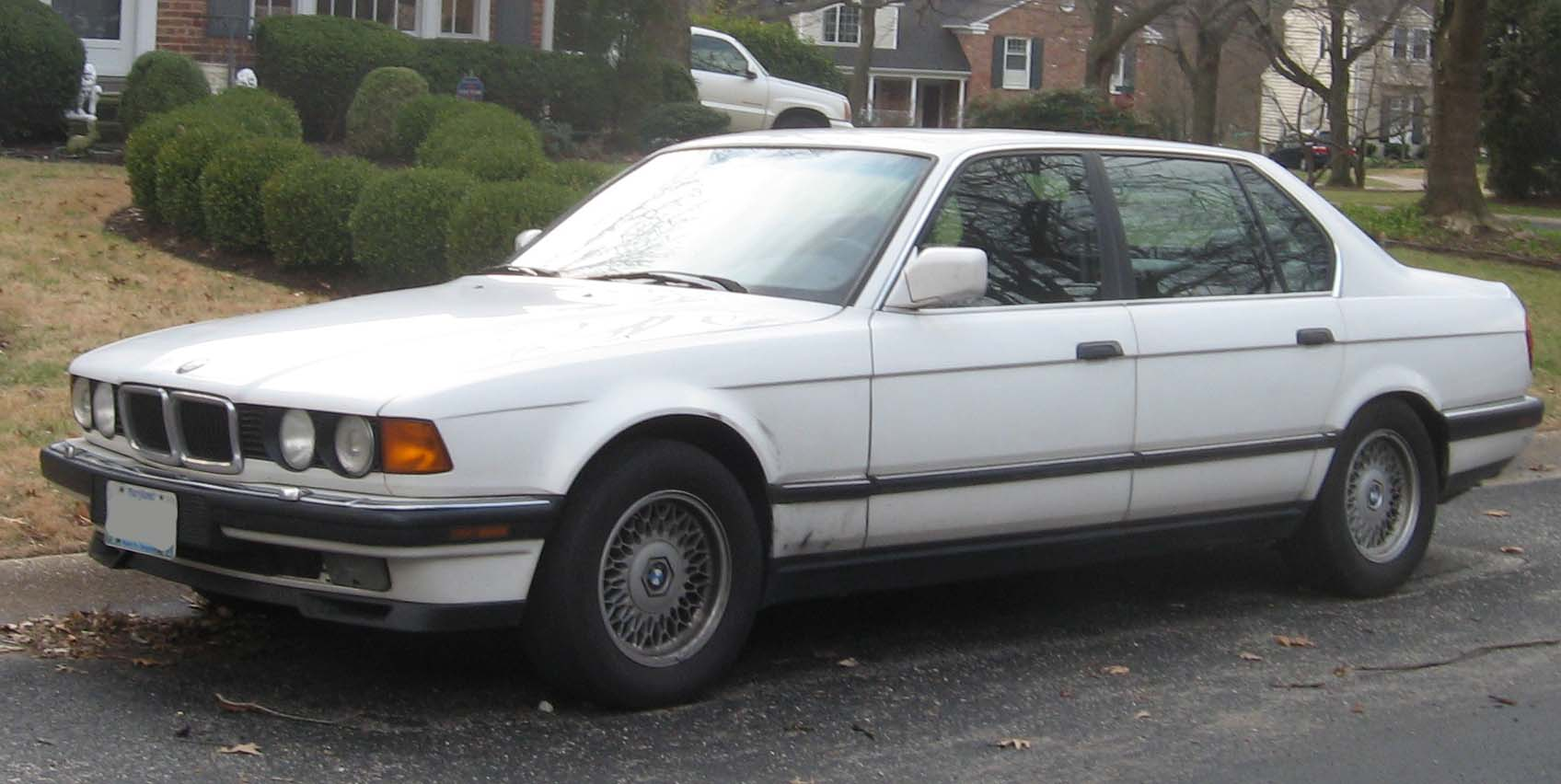
BMW 740iL E32.

En 1987 BMW presentó la segunda generación del Serie 7 con motores de 6 cilindros en línea, pero posteriormente introdujo un nuevo motor de 12 cilindros y 5,0 Litros y dos motores de 8 cilindros en V. Algunos modelos se podían pedir con una batalla 10cm más larga para conseguir más espacio para las pasajeros del asiento trasero.

## E38 (1994-2001)

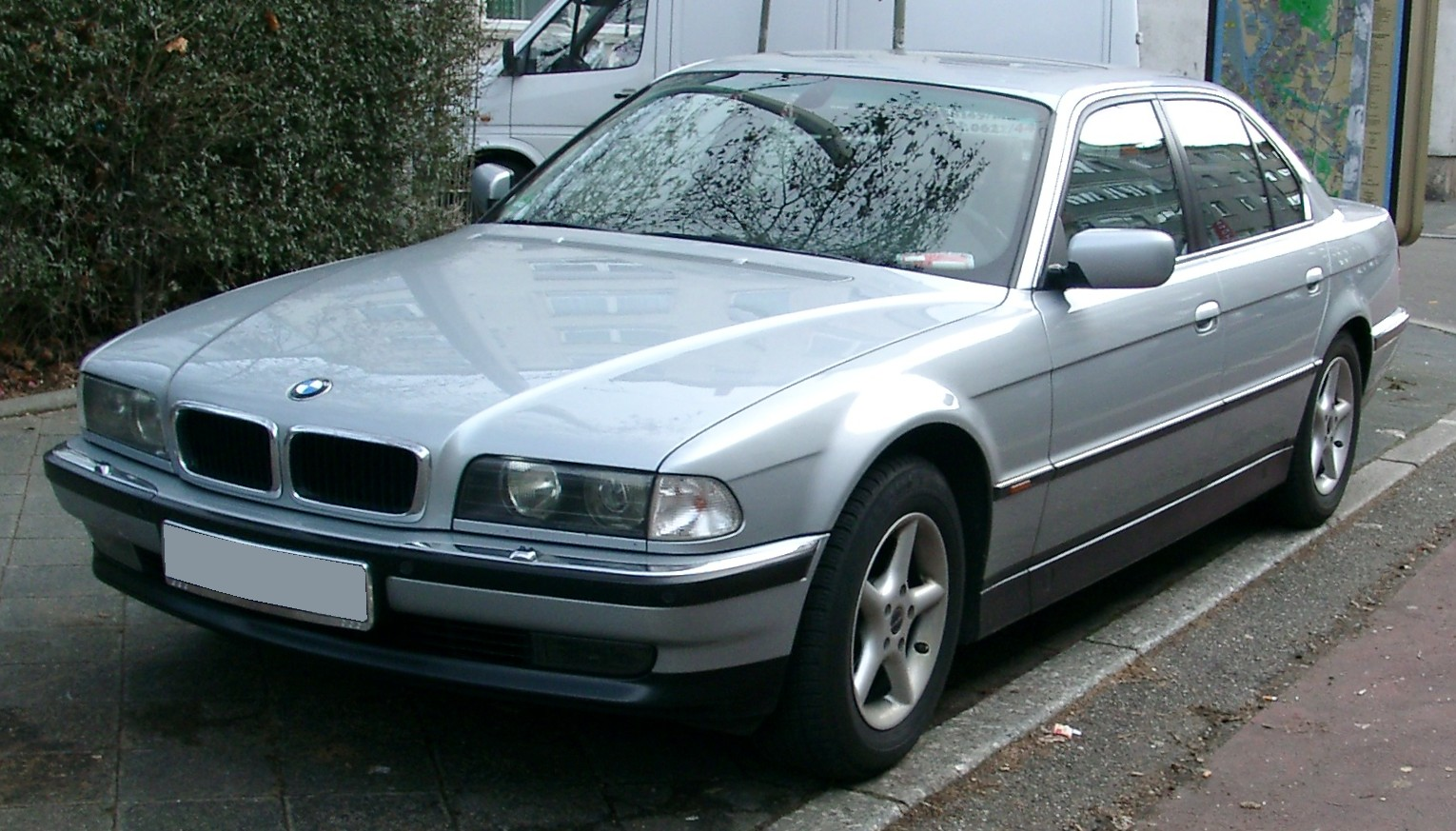
BMW E38.

En julio de 1994, La generación E38 se introdujo en el mercado y se mantuvo a la venta hasta el año 2001, también tenía versiones de carrocería corta y larga y por primera vez en la Serie 7 se pudo montar un motor diésel.

## E65/E66/E67/E68 (2001-2008)

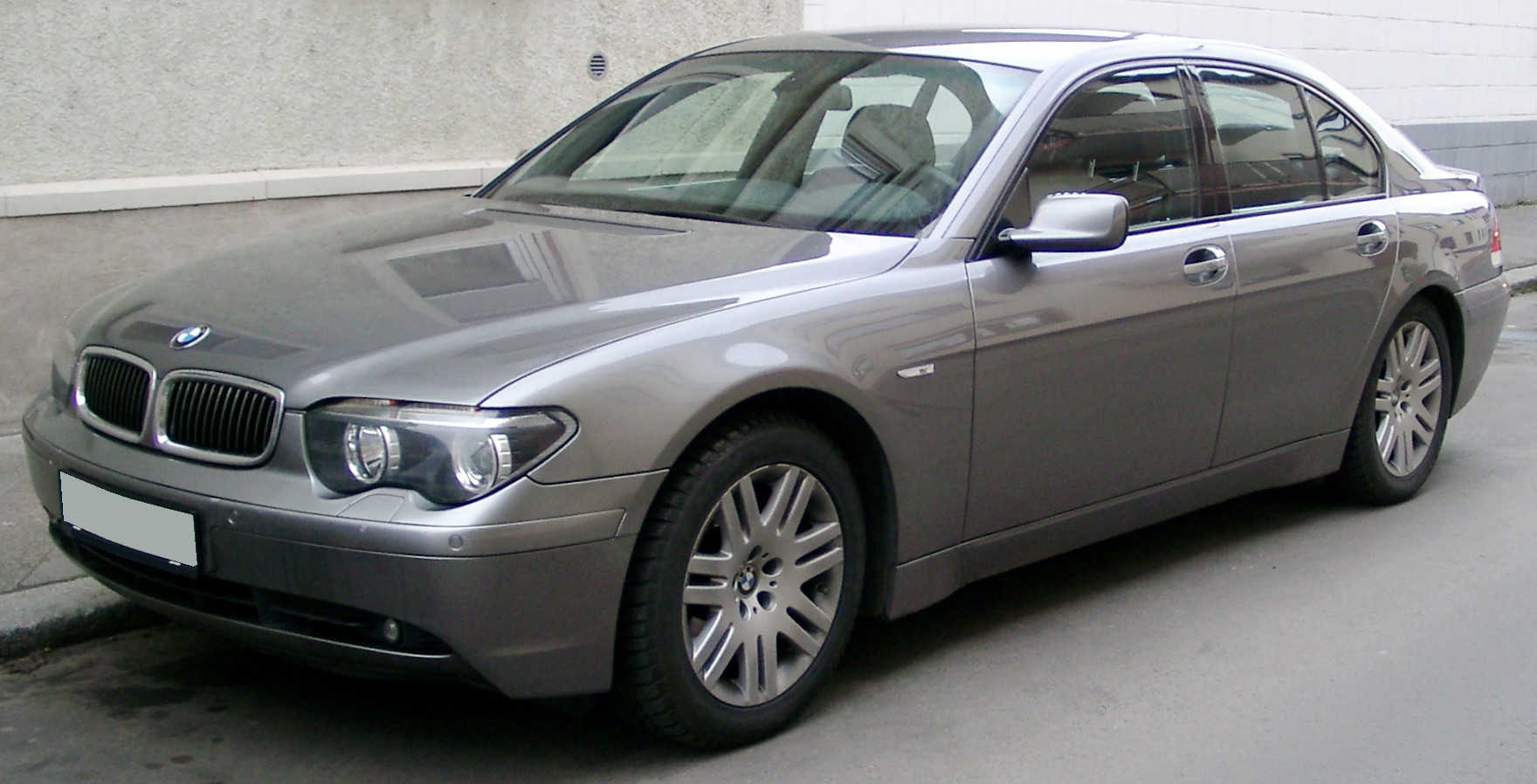
BMW E65/E66 760Li pre-rediseño (2001-2005).

La Serie 7  (E65/E66) estaba disponible en cuatro plataformas diferentes: el E65 con una distancia entre ejes de 2990 mm, el E66 alargado (con una distancia entre ejes de 3130 mm), el E67 (blindado) y el minoritario experimental E68 movido por hidrógeno. 
El BMW Serie 7 E65/E66/E67/E68 fue muy polémico por el arriesgado diseño de [Chris Bangle] y por su sistema de info-entretenimiento iDrive, compuesto de una pantalla de vídeo en el salpicadero y una ruleta de control montada en la consola central que se utiliza de forma similar a un ratón de ordenador. Sin embargo, con el tiempo este sistema de ruleta fue adoptado por casi todos los fabricantes.
En su anuncio durante el año 2002, podemos ver a una nadadora saltar desde un trampolín hacia una piscina la cual desde el fondo aparece tal coche y sale de ella a través de una rampa. No tuvo un gran índice de ventas, de hecho, se dicen que fueron de unas escasas 1000 unidades, sin embargo, y pese a ello, ofrecía un interior con muy altas prestaciones para la época, así como un motor V8 de 333 CV el cual con respecto a la generación anterior su consumo de combustible se vio reducido en un 14%.

## F01/F02 (2008-2015)

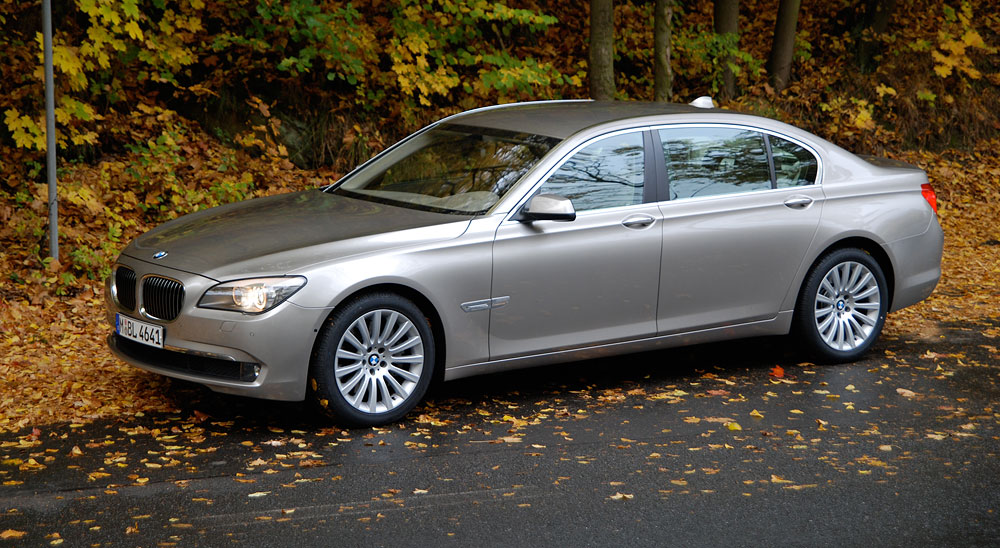
BMW 750Li F01/F02 2009.

Las especificaciones europeas para el 2008 BMW Serie 7 (F01/F02) se han puesto de manifiesto. Todos los modelos tienen una transmisión ZF de 6 velocidades. Cinco variantes se presentaron, el 750Li, el 740Li, el 750i, el 740i y el 730d.

### Idrive
El nuevo F01/F02 está equipado con un sistema iDrive más intuitivo con Internet. Visto esto será más seguro y más tecnológicamente avanzado, así como para el entretenimiento.

### Visión nocturna
El nuevo BMW Serie 7 incorpora un sistema de visión nocturna integrado. 

### Sistema de estacionamiento
BMW ha desarrollado una tecnología de estacionamiento que pueda aparcar el vehículo sin intervención del conductor, que incluso puede estar fuera del vehículo.

## G11/G12 (2015-2023)

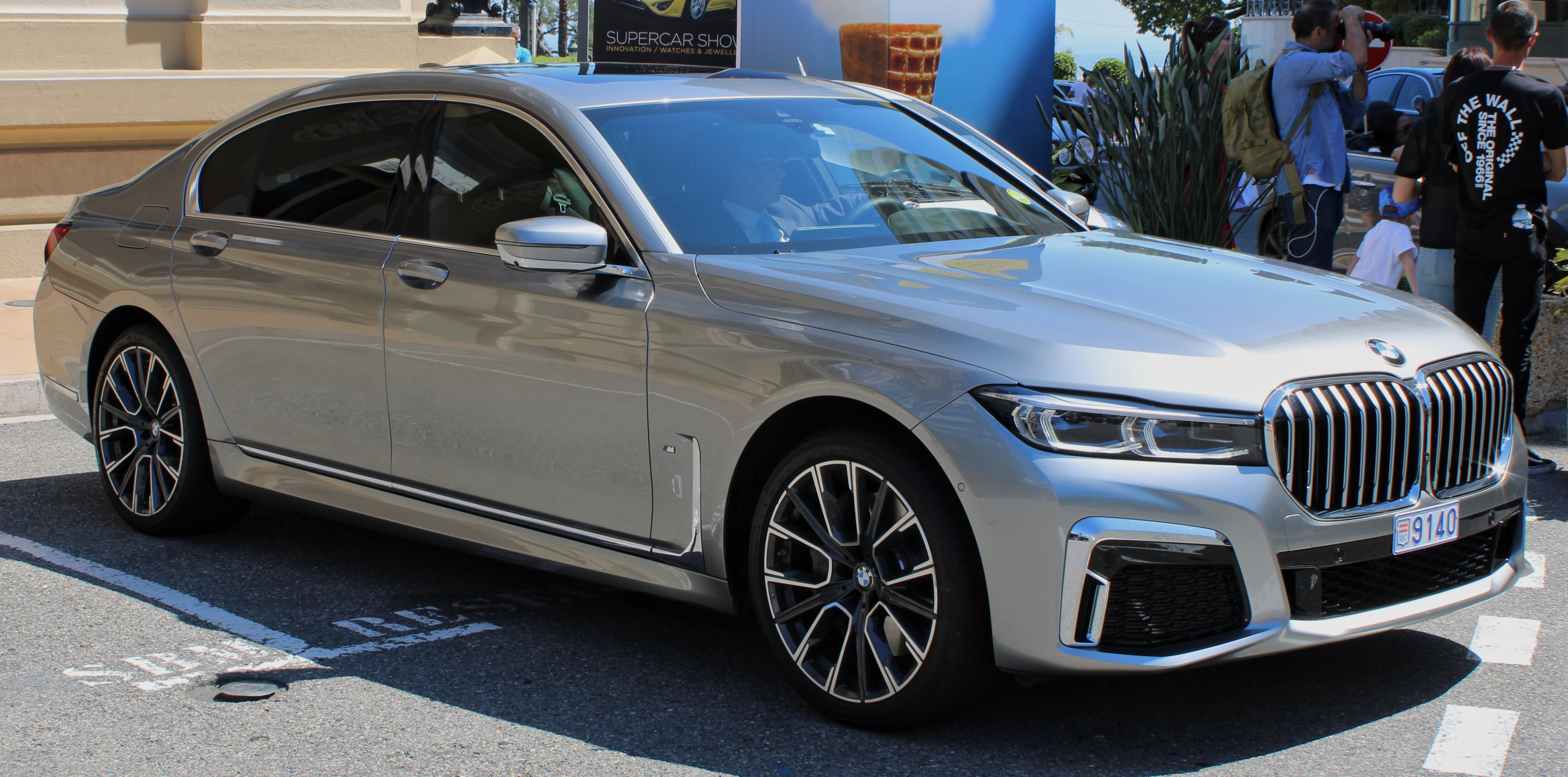
BMW Facelifted 745Le G12

La sexta generación del BMW Serie 7 se presentó el 10 de junio de 2015. El G11 y el G12, que es el nombre en clave para el modelo con distancia extendida entre ejes. Ambos modelos son los primeros vehículos de pasajeros de BMW en estar basados en la nueva plataforma BMW CLAR. Como el desarrollo se enfocó fuertemente en reducir el peso y aumentar la resistencia estructural, en la construcción del cuerpo utiliza una combinación de polímero reforzado con fibra de carbono (CFRP), acero de alta resistencia y aluminio. La suspensión recibió muelles de aire en ambos ejes que son ajustables con amortiguadores electrónicos.
La lista de motores disponibles consiste en un motor V8 de 4,4 litros, y tres motores de la arquitectura modular de la serie B de BMW, dos motores de 3,0 litros en línea de seis cilindros en gasolina y diésel, así como un motor de 2,0 litros en línea para el plug-in Híbrido conocido como 740e. Inicialmente, cada motor estará disponible con una transmisión automática de 8 velocidades que se puede vincular con el sistema de navegación por satélite.
El G11 es la primera serie 7 que cuenta con una variante híbrida plug-in, llamada 740e. Este nuevo modelo reemplaza al antiguo ActiveHybrid7. El 740e se comercializa como un coche de BMW iPerformance, no como un miembro de la submarca de BMW i.
Las notables mejoras en los sistemas de información y de asistencia al conductor incluyen un sistema de aparcamiento automático que es controlable con una llave digital y una versión más intuitiva del sistema operativo del vehículo iDrive, que incluye controles de entrada y reconocimiento de gestos con pantalla táctil.
La sexta generación de la Serie 7 entró en producción en junio de 2015.

## G70 (2023-)

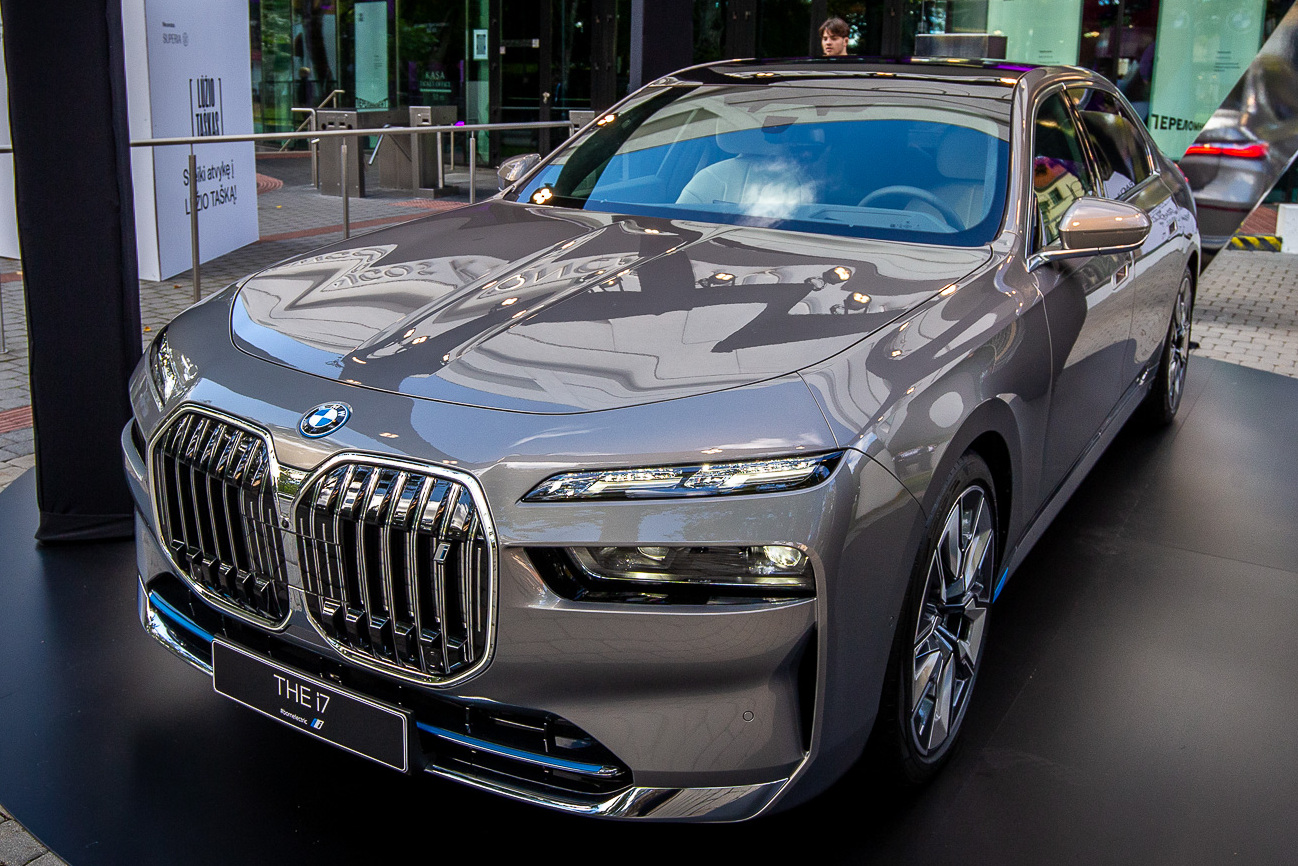

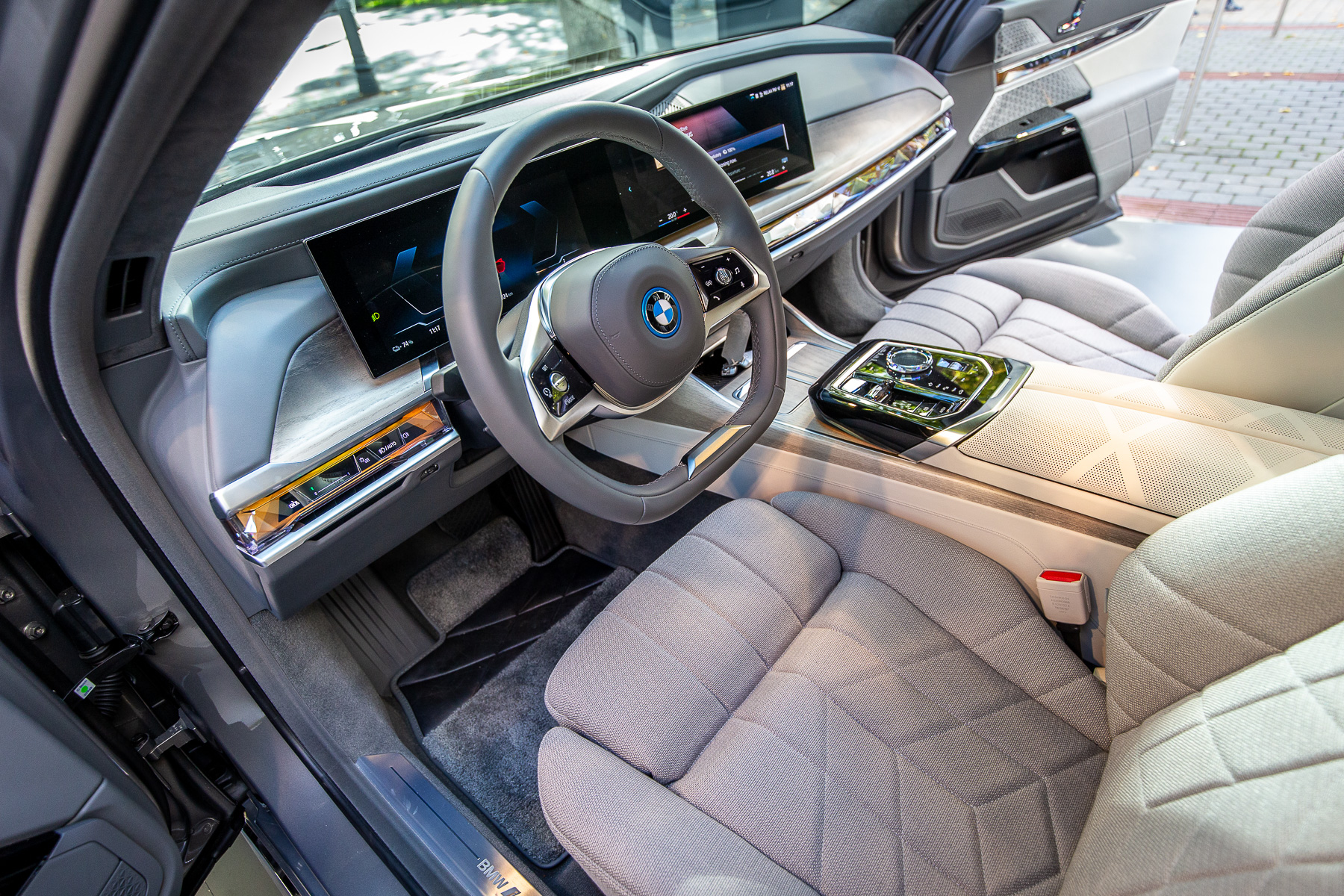